# Amlawdd Wledig
Amlawdd Wledig (anche reso come Amlawd, Amlawt, Anlawdd, Anlawd, Amlodd, Amlwyd, Aflawdd o Anblaud) è un leggendario re della Britannia postromana, meglio noto per essere, nel folklore gallese e nella materia di Bretagna, il padre di Igraine, e quindi il nonno materno di Re Artù.
L'epiteto wledig significa "re" o "signore", e viene descritto come re di "una parte del Galles, forse al confine con l'Herefordshire". Suo figlio Gwrfoddw Hen è incluso tra i Re di Ergyng.

## Ascendenza
- Le antiche genealogie gallesi contenute nel Bonedd yr Arwyr lo dicono essere figlio di Kynwal, figlio di Ffrewdwr, figlio di Gwarvawr/Gwdion, figlio di Kadif[en]/Kadien (Gadeon), figlio di Cynan, figlio di Eudaf, figlio di Caradoc, figlio di Brân, figlio di Llŷr[2].

- Una tradizione successiva lo dichiara figlio di Lambor, identificato a sua volta come il padre del Re Pescatore. Questa tradizione fu adattata secondo Peter Bartrum dai monaci di Glastonbury intorno al 1400, in modo da connettere Igraine e quindi Artù con la generazione dei custodi del Graal, che risalirebbe fino a Giuseppe di Arimatea[3][4].

- Un'altra ipotesi suggerisce che Amlawdd sarebbe identico ad Amleto, che appare nei Gesta Danorum di Saxo Grammaticus del XIII secolo. Amleto è descritto come uno juta che sposa la figlia del re britannico nel suo primo viaggio in Gran Bretagna. In termini di cronologia, Amleto potrebbe essere identico ad Amlawdd Wledig, tuttavia, Amlawdd non è descritto come di origine juta o sassone nei testi gallesi arturiani[3][5].

## Posterità
Amlawdd avrebbe sposato Gwen, figlia di Cunedda, a sua volta fondatore del regno del Gwynedd. Tra i loro figli, la leggenda arturiana annovera:
- Igraine (Eygir), madre di Re Artù[7]
- Rieingulid, madre di sant'Illtud[7]
- Goleuddydd, madre di Culhwch[7]
- Tywanwedd, madre di Caradoc Freichfras[3]
- Gwyar, madre di Gwalchmai (Gawain)[8], indicata anche come sposa di Geraint e madre di Cador[9].
- Gwrfoddw Hen, re di Ergyng[3]